# アホエン
アホエン (ajoene) はニンニク (Allium sativum) に含まれる成分に由来する化合物の一種である。名称と発音はスペイン語でニンニクを意味する "ajo" に由来する。4,5,9-トリチアドデカ-1,6,11-トリエンの幾何異性体である E体 および Z体の混合物として得られる。

## 概要
分子内に不飽和結合を持つ有機硫黄化合物の一種であり、スルホキシドおよびジスルフィド部位を含む。3分子のアリインが結合することによって生成する。アリシンはニンニクが持つ強い臭気の元となるチオスルフィナート化合物で、ニンニクの鱗茎を砕いたり切り刻んだりした時に揮発してくる。アホエンは、アリシンを食用油などの溶媒に溶かした際に生成する。
研究により、医療用途に適用が可能と考えられる様々な性質を持つことが示されている。例えばスーパーオキシドアニオンや一酸化窒素の発生を抑え、抗酸化剤として働くことが知られている。抗血栓剤（抗凝固剤）としての作用も持ち、血液中の血小板が血栓を起こすのを防ぐことにより、心臓病や脳梗塞の危険性を減らすとされる。また、広範な適用範囲を持つ抗菌剤（抗細菌剤・抗真菌剤）でもあり、カンジダ症（カンジダ属を原因菌とする皮膚感染症）の予防や水虫の治療に役立つとされる。
水虫への適用ではテルビナフィンと比較して遜色のない報告もある。
微小管の細胞骨格に作用することによって腫瘍細胞の増殖を抑えることも示されている。薬理活性は E 異性体よりも Z 異性体のほうが高いことが示されている。